# Paraplagusia longirostris
Paraplagusia longirostris är en fiskart som beskrevs av Chapleau, Renaud och Kailola, 1991. Paraplagusia longirostris ingår i släktet Paraplagusia och familjen Cynoglossidae. Inga underarter finns listade i Catalogue of Life.